# 1-ヒドロキシベンゾトリアゾール
1-ヒドロキシベンゾトリアゾール（1-hydroxybenzotriazole）は、有機合成においてアミド結合生成反応に常用される試薬の一つ。通常HOBtまたはHOBTと略される。融点158 ℃の白色結晶で、分子量は135.13、CAS登録番号は[2592-95-2]（一水和物: [80029-43-2], n水和物: [123333-53-9]）。

## 特徴
アミド結合生成反応、特にペプチド合成においてカルボジイミド系の縮合剤と併用して用いられる。カルボジイミドだけでも反応は進行するが、HOBtを1当量用いることによって反応速度は向上し、アミノ酸の場合ラセミ化も抑制できる。特にラセミ化を起こしやすいフラグメント縮合（ある程度の長さのペプチド鎖同士を縮合すること）の場合でも、HOBtを加えることでかなりその度合いを軽減できる。これは対称酸無水物から適当な反応性のHOBtエステルを経由し、これがアミンと反応してアミド結合を形成するためと考えられる。

## 用法
カルボン酸、アミン、カルボジイミド、HOBtを1当量ずつ、適当な溶媒（DMF、ジクロロメタン、N-メチルピロリドンなど）に溶解して室温で撹拌するだけで、多くの場合収率よくアミドが得られる。反応終了後、HOBtの除去は水ではなく、飽和重曹水などで洗浄する必要がある。

## 関連試薬
- N-ヒドロキシスクシンイミド（HOSu）……HOBtと同様に使用できるが、反応速度やラセミ化抑制についてはやや劣る。ただし反応終了後に水洗だけで除ける点と、OSuエステルとして単離し、長期間安定に保存できるというメリットがある。保存しておいたOSu活性エステルは、単に溶媒中でアミンと混合するだけでアミドを与える。
- 1-ヒドロキシ-7-アザベンゾトリアゾール（HOAt）……HOBtのベンゼン環をピリジン環に変えた構造。この窒素原子が水素結合によって反応点にアミンを引き寄せるので、HOBtに比べてアミンへの置換が速い。このためアリールアミンなど求核性の低いアミンでも好成績を与えることが多く、近年徐々に使用例が増えている。
- BOP試薬……HOBtエステルを経由してアミド結合を作らせる縮合剤のひとつ。反応性が高いため、固相合成を中心に近年多く使われている。ただしBOP試薬は発ガン性の強いHMPAが副生成物であるため、この欠点を解消したPyBOP, HBTU, TBTU、さらにHOAtと組み合わせたHATU, TATUなど多くのバリエーションが開発されており、いずれも市販されている。

## 注意点
無水のHOBtは爆発性があり、融点近くまで加熱すると強い爆発を起こすことがある。大量に、高温で使用する時には一水和物を用いるのが安全である。